# Nexca
Nexca es un pueblo perteneciente al municipio de Ixtaczoquitlán, que está en el estado de Veracruz. Cuenta con 303 habitantes y se encuentra a 1187 metros sobre el nivel del mar.
Se encuentra en el cerro homónimo y está a 80 km de Xalapa, la capital de Veracruz, y a 230 km de la Ciudad de México.

## Demografía
| Gráfica de evolución de Nexca entre 1940 y 2020 |
|                                                 |

| Año  | Total | Hombres | Mujeres |
| ---- | ----- | ------- | ------- |
| 2020 | 303   | 161     | 142     |
| 2010 | 309   | 159     | 150     |
| 2005 | 278   | 138     | 140     |
| 2000 | 240   | 119     | 121     |
| 1995 | 203   | 100     | 103     |
| 1990 | 166   | 84      | 82      |
| 1980 | 170   | -       | -       |
| 1970 | 108   | -       | -       |
| 1960 | 80    | 34      | 46      |
| 1950 | -     | -       | -       |
| 1940 | 106   | 54      | 52      |